# جودي ستيفنسون
جودي ستيفنسون (بالإنجليزية: Jodie Stevenson)‏ هي لاعبة كرة لينة أسترالية، ولدت في 1 ديسمبر 1986.